# Jairo Samperio
Jairo Samperio Bustara (Cabezón de la Sal, Cantabria, 11 de julio de 1993), conocido como Jairo, es un futbolista español. Juega de centrocampista en el NorthEast United de la Superliga de India.

## Trayectoria
Procedente del Textil Escudo, equipo de su pueblo natal, pasó a la cantera del Racing de Santander, donde se formó como futbolista.
Debutó en primera división en el año 2011 contra el Valencia C. F. en Mestalla, y su partido de consagración tuvo lugar ante el Real Madrid en El Sardinero. Desde entonces, a pesar de tener ficha del filial, empezó a ganarse la titularidad del equipo santanderino. Un par de lesiones complicaron su trayectoria durante la temporada 2011-2012, pero al año siguiente, después del descenso del equipo cántabro, el jugador se quedó en la entidad racinguista, obteniendo ficha del primer equipo y pasando a portar el dorsal 11, siendo uno de los pilares del equipo.
El 21 de junio de 2013 el Sevilla Fútbol Club hizo oficial su fichaje por dos millones y medio de euros. El 29 de agosto de 2014 firmó un contrato por cuatro temporadas con el 1. FSV Maguncia 05 alemán.
El 1 de enero de 2018 fichó por la U. D. Las Palmas después de obtener la carta de libertad, firmando hasta el 30 de junio de ese año. El 5 de julio de fichó por el Hamburgo S. V. para tratar de ayudar al equipo a regresar a la 1. Bundesliga. Al inicio de temporada 2018-19, en un entrenamiento, sufrió una lesión que le retiró de los terrenos de juego prácticamente toda la temporada.
En junio de 2020 puso fin a su etapa en el equipo alemán tras finalizar su contrato. A finales de septiembre, tras tres meses como agente libre, firmó con el Málaga C. F. por dos temporadas. Pasado ese tiempo abandonó el conjunto andaluz.
El 29 de agosto de 2022 firmó por el Budapest Honvéd Football Club húngaro. Quedó libre al final de la temporada y, tras un tiempo sin equipo, en enero de 2024 regresó al país para jugar en el Mezőkövesd-Zsóry SE.
El 3 de febrero de 2025 fichó por el Sestao River Club para lo que quedaba de campaña. Cuando esta terminó, volvió a marcharse lejos de España para jugar en el NorthEast United indio.

## Selección nacional
En octubre de 2011 fue convocado para entrenar con la selección de fútbol sub-19 de España, siendo la primera vez que recibía una convocatoria internacional. En mayo de 2013 jugó 45 minutos en el amistoso entre la selección sub-20 y Paraguay. Fue convocado para disputar el Mundial sub-20 que se celebró en Turquía en junio y julio de 2013.

## Clubes
Actualizado al partido jugado el 2 de octubre de 2018
| Club                  | Temporada           | Liga  | Liga  | Copa  | Copa  | Europa | Europa | Total | Total |
| Club                  | Temporada           | Part. | Goles | Part. | Goles | Part.  | Goles  | Part. | Goles |
| --------------------- | ------------------- | ----- | ----- | ----- | ----- | ------ | ------ | ----- | ----- |
| Racing de Santander   | 2011-12             | 25    | 2     | 2     | 0     | 0      | 0      | 27    | 2     |
| Racing de Santander   | 2012-13             | 38    | 10    | 2     | 0     | 0      | 0      | 40    | 10    |
| Sevilla F. C.         | 2013-14             | 25    | 4     | 2     | 1     | 9      | 1      | 14    | 4     |
| Maguncia 05           | 2014-15             | 22    | 2     | 0     | 0     | 0      | 0      | 22    | 2     |
| Maguncia 05           | 2015-16             | 31    | 7     | 2     | 1     | 0      | 0      | 33    | 8     |
| Maguncia 05           | 2016-17             | 17    | 1     | 1     | 0     | 4      | 0      | 22    | 1     |
| Maguncia 05           | 2017-18             | 2     | 0     | 0     | 0     | 0      | 0      | 2     | 0     |
| U. D. Las Palmas      | 2017-18             | 12    | 0     | 0     | 0     | -      | -      | 12    | 0     |
| Hamburgo S. V.        | 2018-19             | 2     | 0     | 1     | 0     | -      | -      | 3     | 0     |
| Hamburgo S. V.        | 2019-20             | 14    | 0     | 0     | 0     | 0      | 0      | 14    | 0     |
| Málaga C. F.          | 2020-21             | 33    | 1     | 3     | 0     | -      | -      | 36    | 1     |
| Málaga C. F.          | 2021-22             | 19    | 0     | 2     | 0     | -      | -      | 21    | 0     |
| Budapest Honvéd F. C. | 2022-23             | 8     | 4     | 1     | 1     | -      | -      | 9     | 5     |
| Total en su carrera   | Total en su carrera | 174   | 26    | 10    | 2     | 13     | 1      | 197   | 29    |

## Palmarés

### Campeonatos internacionales
| Título                  | Club          | País   | Año  |
| ----------------------- | ------------- | ------ | ---- |
| Liga Europea de la UEFA | Sevilla F. C. | Italia | 2014 |